# Dubyaea forrestii
Dubyaea forrestii là một loài thực vật có hoa trong họ Cúc. Loài này được Mamgain & R.R. Rao mô tả khoa học đầu tiên năm 2008.